# Championnats d'Europe de gymnastique acrobatique 1985
Navigation
Édition précédente Édition suivante
Les championnats d'Europe de gymnastique acrobatique 1985, sixième édition des championnats d'Europe de gymnastique acrobatique, ont eu lieu à Augsbourg, en Allemagne.
Les nations participantes sont l'Allemagne de l'Ouest ; la Belgique ; la Bulgarie ; la France ; la Hongrie ; la Pologne ; le Portugal ; le Royaume-Uni et  l'Union Soviétique.

## Tableau des médailles par pays
| Rang | Nation               | Or | Argent | Bronze | Total |
| ---- | -------------------- | -- | ------ | ------ | ----- |
| 1    | Bulgarie             | 4  | 1      | 0      | 5     |
| 2    | Union soviétique     | 3  | 2      | 0      | 5     |
| 3    | Pologne              | 0  | 2      | 2      | 4     |
| 4    | Allemagne de l'Ouest | 0  | 0      | 3      | 3     |
| 5    | Hongrie              | 0  | 0      | 1      | 1     |

## Tableau des médailles par épreuves[1]
| Épreuves | Or                                                                          | Argent                                                                          | Bronze                                                                           |
| Hommes   | Hommes                                                                      | Hommes                                                                          | Hommes                                                                           |
| -------- | --------------------------------------------------------------------------- | ------------------------------------------------------------------------------- | -------------------------------------------------------------------------------- |
| Duo      | Union soviétique Valery Liapunov Sergey Chizhevskiy                         | Bulgarie Yordan Anachkov Tzvetan Boyadjiev                                      | Pologne Pavel Biegaj Piotr Mataula                                               |
| Quatuor  | Bulgarie Wenzislav Genov Borislav Georgiev Swilen Bojadschiev Dian Georgiew | Union soviétique Nikolai Gussev Alexander Selenko Sergej Sataniev Rinat Hafisov | Pologne Tadesz Woitkowiak Jadrzej Sabkoqiak Antoni Szeredynski Bronislaw Dziurta |
| Femmes   |                                                                             |                                                                                 |                                                                                  |
| Duo      | Bulgarie Irena Bakalova Sylvia Kostova                                      | Union soviétique Anastasia Babanina Svetlana Bezrutchko                         | Allemagne de l'Ouest Maritta Schmidt Meike Becker                                |
| Duo      | Bulgarie Irena Bakalova Sylvia Kostova                                      | Union soviétique Anastasia Babanina Svetlana Bezrutchko                         | Hongrie Eszter Foldi Maria Katona                                                |
| Trio     | Bulgarie Sonia Goneva Angelina Madjarova Sylvia Minkova                     | Pologne Largorzata Klis Grazyna Markiewicz Kamila Zapytowska                    | Allemagne de l'Ouest Katja Zappy Tanja Weiskircher Claudia Weiskircher           |
| Trio     | Union soviétique Svetlana Kuznetzova Natalia Ryzhevskaya Inessa Sporgis     | Pologne Largorzata Klis Grazyna Markiewicz Kamila Zapytowska                    | Allemagne de l'Ouest Katja Zappy Tanja Weiskircher Claudia Weiskircher           |
| Mixte    |                                                                             |                                                                                 |                                                                                  |
| Duo      | Union soviétique Svetlana Mikhalicheva Evgeny Mikhalichev                   | Pologne Malgorzata Wilk Jean Wiecek                                             | Allemagne de l'Ouest Franca Buaonano Frank Schönholz                             |
| Duo      | Bulgarie Miglena Bacheva Svetoslav Jeliazkov                                | Pologne Malgorzata Wilk Jean Wiecek                                             | Allemagne de l'Ouest Franca Buaonano Frank Schönholz                             |